# Jacob 52
«Якоб 52» (исп. Jacob 52) — испанская частная авиационная пилотажная группа, выступающая на винтовых учебно-тренировочных самолётах Як-52. Является спортивной некоммерческой организацией, зарегистрированной в Национальном реестре ассоциаций. Это единственная гражданская авиагруппа в Испании.

## История
Пилотажная эскадрилья была сформирована в 1997 году бывшими гражданскими и военными пилотами Томасом Фернандесом Буэрго, Хавьером Кабеза, Кристином Пересом Коттрелл, Оскаром Гонсалесом Пересом и Алехандро Родригес Феррено. Первое выступление группа выполнила 2003 году.

## Галерея

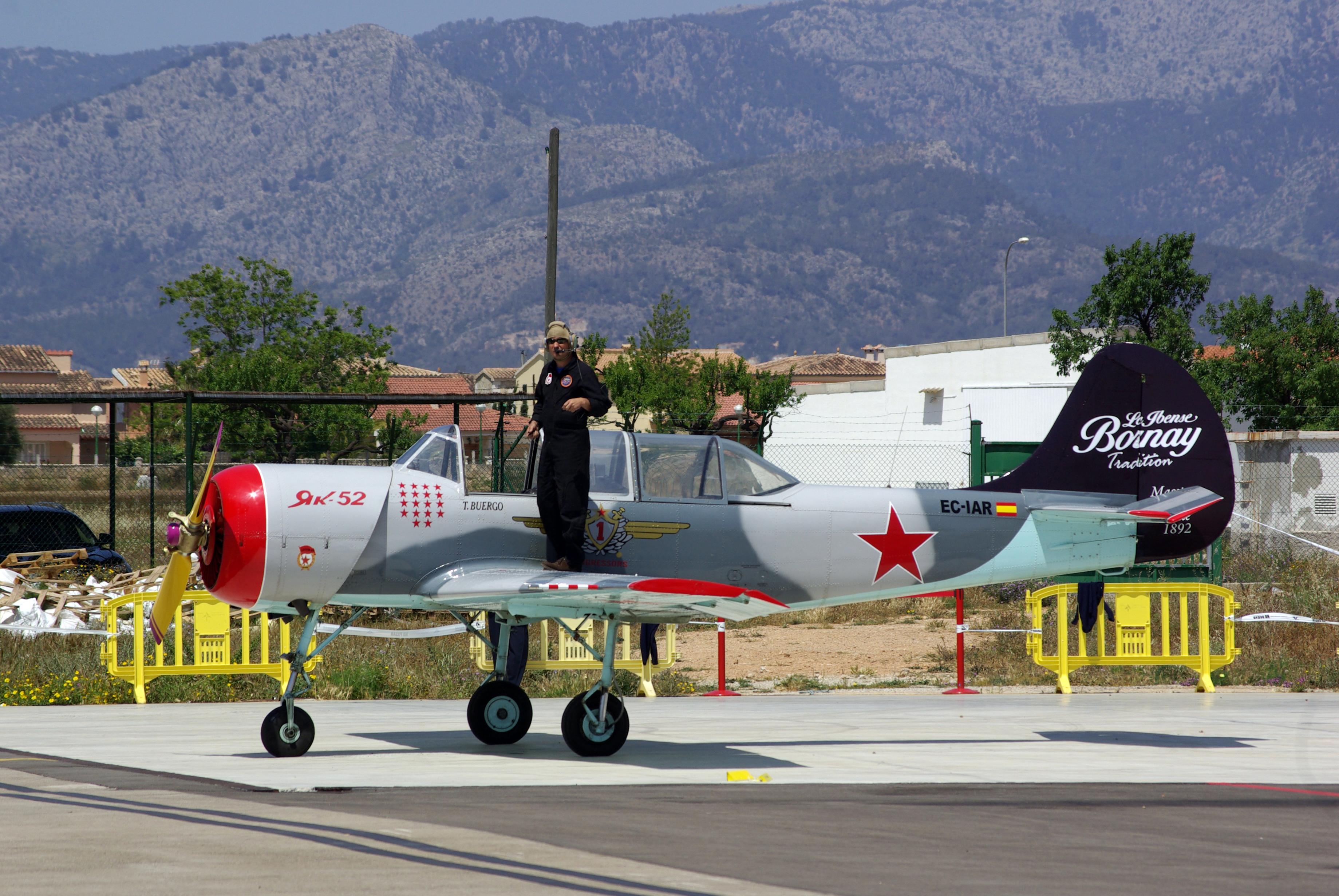
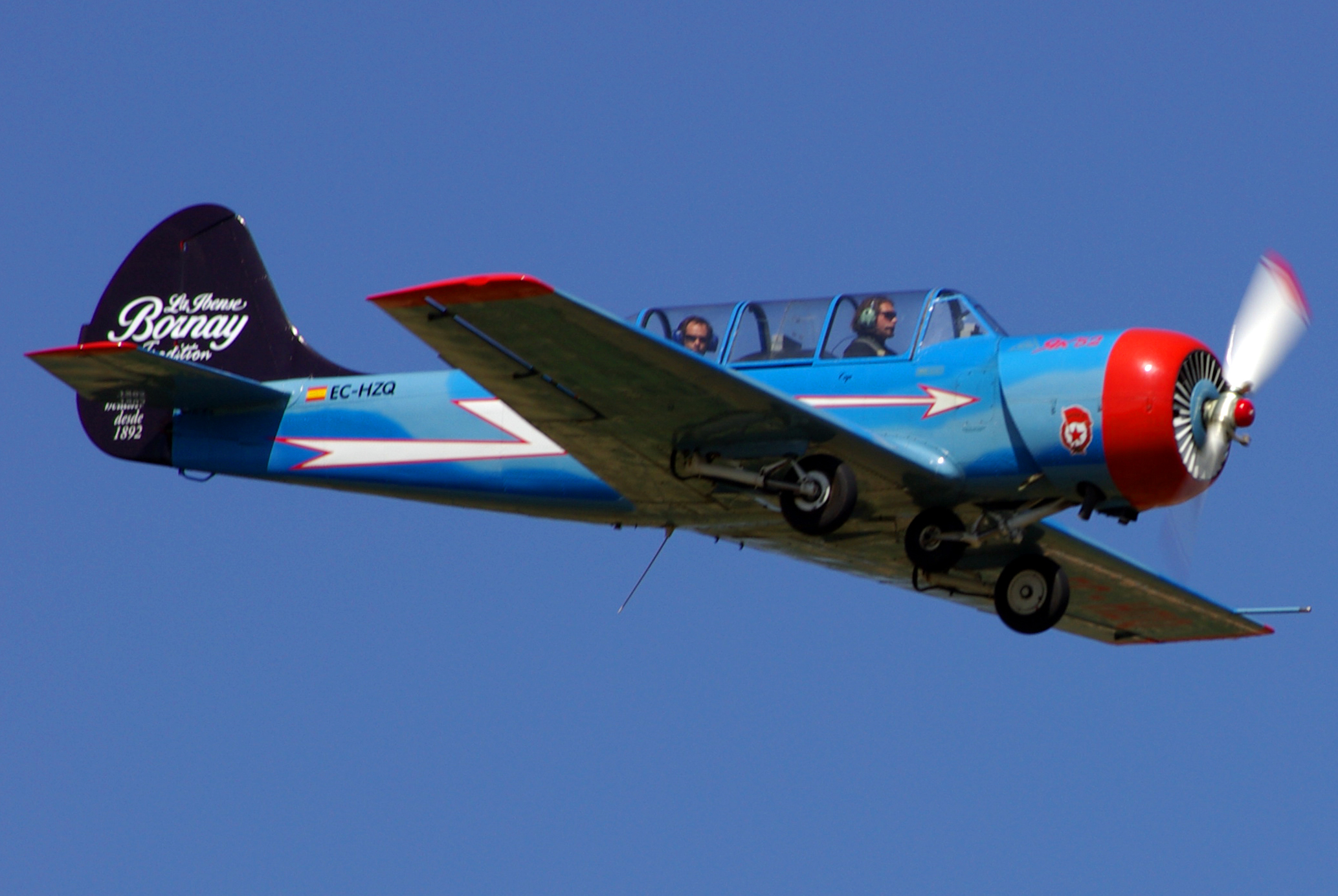